# فلور میکروبی دستگاه گوارش

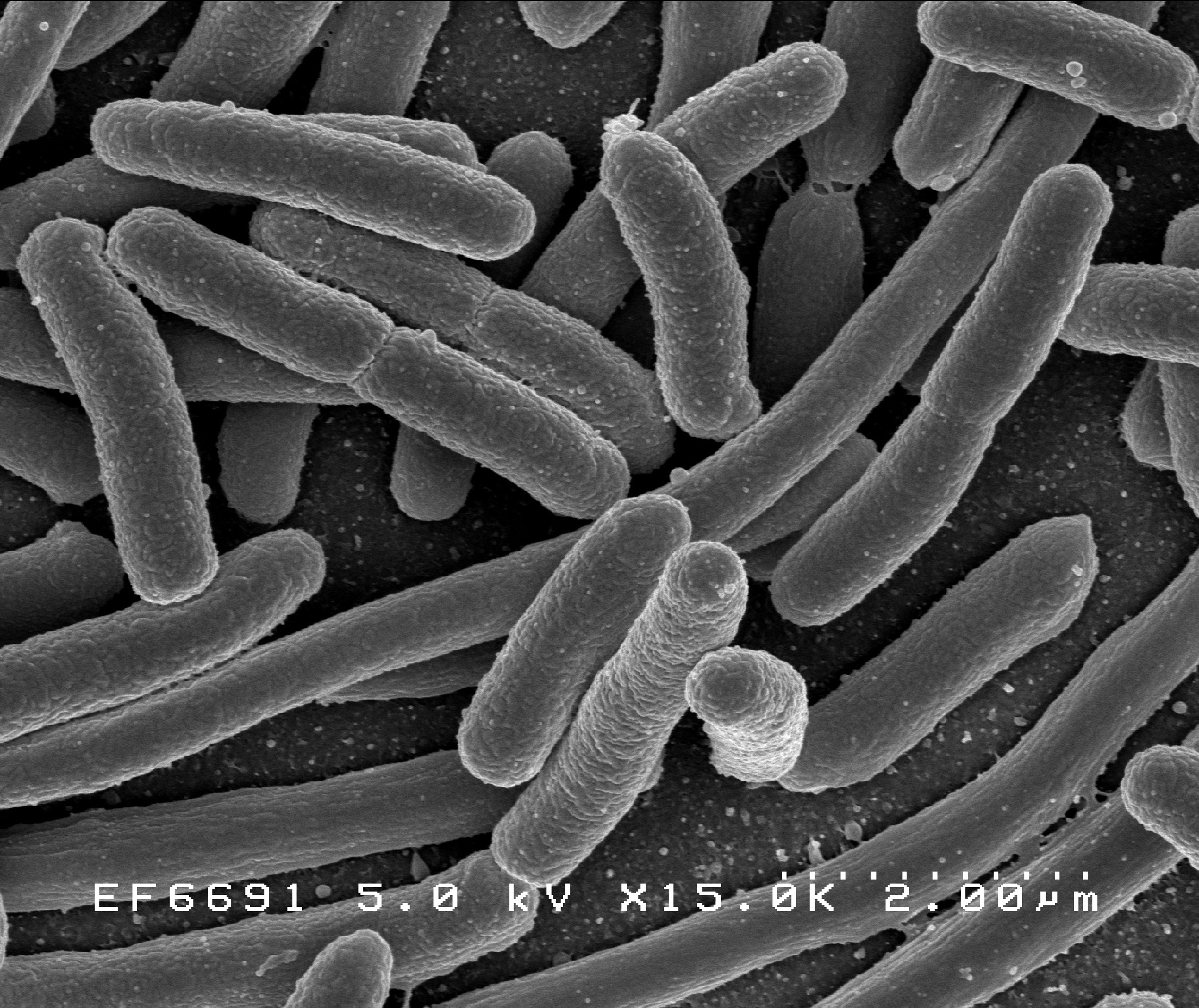
اشریشیا کلی، یکی از گونه‌های متعدد باکتری موجود در روده انسان است

فلور میکروبی دستگاه گوارش شامل مجموعه‌ای از میکروب‌ها از جمله باکتری‌ها، آرکی‌ها و قارچ‌هاست که در لوله گوارش انسان و سایر جانوران از جمله حشرات زندگی می‌کنند. روده، محل اصلی استقرار این میکروارگانیسم‌ها در انسان است. هنگامی که مطالعهٔ فلور گوارشی در سال ۱۹۹۵ آغاز شد، تصور می‌شد که این میکروب‌ها سه نقش کلیدی دارند: دفاع در برابر عوامل بیماری‌زا، حفظ بافت پوششی روده و متابولیزه کردن ترکیبات غیرقابل هضم در غذا. مطالعات بعدی نقش ایجاد مقاومت برای بدن در برابر میکروب‌ها و کمک و آموزش به دستگاه ایمنی بدن را در ارتباط با محور مغز - روده نشان داد.
ترکیب میکروبی میکروبیوتای روده در مناطق مختلف دستگاه گوارش متفاوت است. روده بزرگ دارای بالاترین تراکم میکروبی ثبت‌شده در میان تمامی زیستگاه‌های روی زمین است که بین ۳۰۰ تا ۱۰۰۰ گونه مختلف را میزبانی می‌کند. با این‌حال، ۹۹ درصد از باکتری‌های روده از حدود ۳۰ یا ۴۰ گونه هستند. باکتری‌ها همچنین تا ۶۰ درصد از تودهٔ خشک مدفوع را تشکیل می‌دهند. بیش از ۹۹ درصد از باکتری‌های روده، بی‌هوازی هستند، اما در کورروده، باکتری‌های هوازی نیز به تراکم بالایی می‌رسند. برآورد می‌شود که ژنوم میکروبیوتای رودهٔ انسان، حدود صد برابر اندازهٔ ژنوم انسان است.

## بررسی اجمالی
در انسان، میکروبیوتای روده بیشترین تعداد باکتری و بیشترین تعداد گونه را در مقایسه با سایر نواحی بدن دارد. در انسان، فلور روده در یک تا دو سال پس از تولد ایجاد می‌شود، در آن زمان بافت پوششی روده و سد مخاطی روده‌ای که از آن ترشح می‌شود به نحوی ایجاد شده‌است که به فلور روده مقاوم و حتی حامی آن است. و همچنین مانعی برای جانداران بیماری‌زا ایجاد می‌کند.
رابطه میان برخی از فلور روده و بدن انسان، صرفاً همسفرگی (یک همزیستی غیر مضر) نیست، بلکه یک رابطهٔ هم‌زیستی دوسویه است.
باکتری‌های روده، در سنتز ویتامین‌های گروه ب و ویتامین کا و همچنین متابولیسم اسیدهای صفراوی، استرول‌ها و بیگانه‌زیست‌ها نقش دارند. اهمیت سیستمیک فلور گوارشی و ترکیباتی که آن‌ها تولید می‌کنند مانند هورمون‌ها است و به‌نظر می‌رسد فلور روده مانند یک غده درون‌ریز عمل می‌کند و اختلال در تنظیم فلور روده، با مجموعه‌ای از شرایط التهابی و خودایمنی مرتبط است. ترکیب میکروبیوتای رودهٔ انسان در طول زمان که رژیم غذایی و سبک زندگی تغییر می‌کند و همچنین با تغییر وضعیت سلامتی کلی بدن، تغییر می‌کند.

## طبقه‌بندی
ترکیب میکروبی میکروبیوتای گوارش در سراسر دستگاه گوارش، متفاوت است. در معده و روده کوچک، گونه‌های نسبتاً کمی از باکتری‌ها به‌طور کلی وجود دارند. در مقابل، روده بزرگ دارای بالاترین تراکم میکروبی در میان تمامی زیستگاه‌های روی زمین است. این باکتری‌ها، از ۳۰۰ تا ۱۰۰۰ گونه مختلف هستند. با این‌حال، ۹۹ درصد از این باکتری‌ها از حدود ۳۰ یا ۴۰ گونه هستند. در نتیجهٔ فراوانی آن‌ها در روده، این باکتری‌ها تا ۶۰ درصد تودهٔ خشک مدفوع را نیز تشکیل می‌دهند. قارچ‌ها، آغازیان، آرکی‌ها و ویروس‌ها نیز در فلور روده وجود دارند، اما اطلاعات کمتری در مورد فعالیت‌های آن‌ها وجود دارد.
بیش از ۹۹ درصد از باکتری‌های لولهٔ گوارش، بی‌هوازی هستند، اما در کورروده، باکتری‌های هوازی به تراکم بالایی می‌رسند. برآورد می‌شود که اندازهٔ ژنوم فلور گوارشی انسان، در مجموع، حدود صد برابر اندازهٔ ژنوم انسان است.

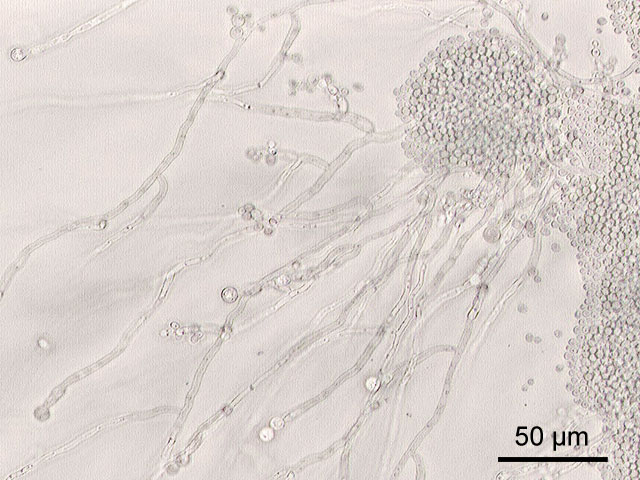
کاندیدا آلبیکانس، یک قارچ دوشکلی که به‌صورت مخمر در روده رشد می‌کند.

بسیاری از گونه‌های فلور گوارشی، خارج از بدن میزبان خود، مورد مطالعه قرار نگرفته‌اند زیرا بیشتر آن‌ها را نمی‌توان کشت داد. تعداد کمی از گونه‌های اصلی میکروب‌ها وجود دارد که در اکثر افراد مشترک است اما جمعیت میکروب‌ها می‌تواند در بین افراد مختلف، بسیار متفاوت باشد. در بدن یک فرد، جمعیت میکروب‌ها در طول زمان، نسبتاً ثابت می‌ماند اما برخی تغییرات نیز ممکن است با تغییر در سبک زندگی، رژیم غذایی و سن رخ دهد. اکنون پروژه میکروبیوم انسان برای توصیف بهتر میکروبیوتای رودهٔ انسان و سایر قسمت‌های بدن، در حال انجام است.
چهار شاخه باکتریایی غالب در رودهٔ انسان عبارت‌اند از: فیرمیکوت‌ها، باکتروئیدها، اکتینوباکترها و پروتئوباکتریا. بیشتر باکتری‌ها متعلق به سرده‌های باکتروئیدسکلوستریدیوم، Faecalibacterium, یوباکتریوم، رومینوکوکوس , پپتوکوکوس، پپتواسترپتوکوکوس و بیفیدوباکتر هستند. سرده‌های دیگر، مانند اشریشیا و لاکتوباسیلوس، به میزان کمتری وجود دارند. گونه‌هایی از سردهٔ باکتروئیدس به تنهایی حدود ۳۰ درصد از کل باکتری‌های روده را تشکیل می‌دهند که نشان می‌دهد این سرده، در عملکرد میزبان، اهمیت بالایی دارد.
سرده‌های قارچی که در روده شناسایی شده‌اند شامل کاندیدا، ساکارومایسس، آسپرژیلوس، پنی‌سیلیوم، رودوتورولا، ترامتس، پلئوسپورا، اسکلروتینیا، بولرا و گالاکتومایسس هستند. رودوتورولا بیشتر در افراد مبتلا به بیماری التهابی روده یافت می‌شود در حالی که کاندیدا بیشتر در افراد مبتلا به سیروز، هپاتیت ب و هپاتیت مزمن ب یافت می‌شود.
آرکی‌ها دستهٔ بزرگ دیگری از فلور روده را تشکیل می‌دهند که در متابولیسم محصولات باکتریایی تخمیری مهم هستند.
صنعتی‌سازی با تغییرات در میکروبیوتا همراه است و کاهش تنوع، می‌تواند گونه‌های خاصی را به سمت انقراض سوق دهد. محققان در سال ۲۰۱۸، ساخت بانک اطلاعات پزشکی (Biobank) از میکروبیوتای انسانی را پیشنهاد کردند.

## ترکیب و فراوانی گونه‌ها

### باکتری‌ها

#### معده
به‌دلیل اسیدیتهٔ بالای معده، اکثر میکروارگانیسم‌ها نمی‌توانند در آن‌جا زنده بمانند. ساکنان اصلی باکتریایی معده عبارت‌اند از: استرپتوکوک‌ها، استافیلوکوک‌ها، لاکتوباسیلوس‌ها و پپتواسترپتوکوک‌ها
هلیکوباکتر پیلوری یک باکتری مارپیچی گرم منفی است که روی مخاط معده مستقر می‌شود و باعث گاستریت مزمن و بیماری زخم معده می‌شود و از عوامل سرطان‌زای مؤثر در ابتلا به سرطان معده است.

#### روده‌ها
| باکتری‌هایی که معمولاً در روده بزرگ انسان یافت می‌شوند |                 |
| باکتری                                              | احتمال حضور (٪) |
| باکتروئیدس فراژیلیس                                 | ۱۰۰             |
| باکتریوئیدس ملانینوژنیکوس                           | ۱۰۰             |
| باکتریوئیدس اورالیس                                 | ۱۰۰             |
| انتروکوکوس فکالیس                                   | ۱۰۰             |
| اشریشیا کلی                                         | ۱۰۰             |
| سردهٔ انتروباکتر                                     | ۴۰–۸۰           |
| سرده ی کلبسیلا                                      | ۴۰–۸۰           |
| بیفیدوباکتریوم بیفیدوم                              | ۳۰–۷۰           |
| استافیلوکوکوس اورئوس                                | ۳۰–۵۰           |
| لاکتوباسیلوس                                        | ۲۰–۶۰           |
| کلستریدیوم پرفرنجنس                                 | ۲۵–۳۵           |
| پروتئوس میرابیلیس                                   | ۵–۵۵            |
| کلستریدیوم تتانی                                    | ۱–۳۵            |
| کلستریدیوم سپتیکوم                                  | ۵–۲۵            |
| سودوموناس آئروژینوزا                                | ۳–۱۱            |
| سالمونلا انتریکا                                    | ۳–۷             |
| Faecalibacterium prausnitzii                        | معمول است.      |
| سردهٔ پپتواسترپتوکوکوس                               | معمول است.      |
| سردهٔ پپتوکوکوس                                      | معمول است.      |

رودهٔ کوچک به‌دلیل نزدیکی و نفوذ ترکیبات معده حاوی مقدار کمی میکروارگانیسم است. کوکسی‌های گرم مثبت و باسیل‌ها، میکروارگانیسم‌های غالب موجود در رودهٔ کوچک هستند. با این‌حال، در قسمت انتهایی روده کوچک، شرایط قلیایی از باکتری‌های گرم منفی انتروباکتریاسه محافظت می‌کند. فلور باکتریایی رودهٔ کوچک به طیف وسیعی از عملکردهای روده کمک می‌کند. فلور باکتریایی سیگنال‌های تنظیمی را ارائه می‌کند که توسعه و کاربرد روده را ممکن می‌سازد. رشد بیش از حد باکتری‌ها در رودهٔ کوچک، می‌تواند منجر به نارسایی روده شود.
رودهٔ بزرگ حاوی بزرگ‌ترین اکوسیستم باکتریایی در بدن انسان است. حدود ۹۹ درصد از فلور رودهٔ بزرگ و مدفوع، از بی‌هوازی‌های اجباری مانند باکتریوئیدها و بیفیدوباکتریوم تشکیل شده‌است. عواملی که جمعیت میکروارگانیسم‌های رودهٔ بزرگ را مختل می‌کنند عبارت‌اند از آنتی‌بیوتیک‌ها، استرس‌ها و انگل‌ها.
باکتری‌ها بیشتر فلور روده بزرگ و ۶۰ درصد از تودهٔ خشک مدفوع را تشکیل می‌دهند.
پنج شاخه میکروبیوتای روده: باکتروئیدوتا، فیرمیکوت‌ها، اکتینوباکتر، پروتئوباکتریا و وروکومیکروبیوتا، به همراه باکتروئیدها و فیرمیکوت‌ها، ۹۰ درصد از ترکیب باکتری‌های روده را تشکیل می‌دهند. حدود ۳۰۰ تا ۱۰۰۰ گونه باکتری مختلف در روده زندگی می‌کنند، که عموم برآوردها، حدود ۵۰۰ گونه است. با این‌حال، این احتمال وجود دارد که ۹۹٪ از باکتری‌ها از حدود ۳۰ یا ۴۰ گونه باشند، که Faecalibacterium prausnitzii، شایع‌ترین گونه در بزرگسالان سالم است.
تحقیقات نشان می‌دهد که رابطه بین فلور روده و انسان صرفاً مشترک (یک همسفرگی غیر مضر) نیست، بلکه یک رابطه هم‌زیستی دوسویه و هم‌زیستی است.

### قارچ‌ها
قارچ‌ها و آغازیان نیز بخشی از فلور روده را تشکیل می‌دهند، اما اطلاعات کمتری در مورد فعالیت‌های آن‌ها وجود دارد.

### ویروس‌ها
فلور ویروسی در دستگاه گوارش انسان، عموماً از باکتریوفاژها هستند.

## پژوهش‌ها
آزمایش‌هایی برای بررسی تأثیر داروهای غیر آنتی‌بیوتیکی از طریق تجزیه و تحلیل برون‌تنی بر روی بیش از ۱۰۰۰ داروی موجود در بازار، علیه ۴۰ سویه از باکتری‌های روده انجام شد که نتایج، نشان داد که ۲۴ درصد از داروها، رشد حداقل یکی از سویه‌های باکتریایی را مهار می‌کنند.

### اثرات ورزش
اخیراً ثابت شده‌است که میکروبیوتای روده و ورزش با هم مرتبط هستند. ارتباط بین میکروبیوتای گوارشی و ورزش‌های استقامتی، به شدت تمرین و وضعیت و نوع تمرین، بستگی دارد.

## بیماری‌زایی
باکتری‌های موجود در دستگاه گوارش انسان می‌توانند به روش‌های مختلف، در ایجاد بیماری‌ها نقش داشته باشند. وجود یا فراوانی بیش از حد برخی از انواع باکتری‌ها ممکن است به اختلالات التهابی مانند بیماری التهابی روده کمک کند. علاوه بر این، متابولیت‌های برخی از اعضای فلور گوارشی ممکن است بر مسیرهای سیگنال‌دهی میزبان تأثیر بگذارند و به اختلالاتی مانند چاقی و سرطان روده بزرگ کمک کنند. در صورت تخریب بافت پوششی روده، نفوذ فلور روده به خون و سایر بخش‌های بدن، می‌تواند منجر به سپتیسمی شود.

### زخم‌ها
عفونت هلیکوباکتر پیلوری می‌تواند باعث ایجاد زخم معده شود. این باکتری می‌تواند پس از نفوذ به بافت پوششی معده، باعث ایجاد پاسخ فاگوسیتوتیک التهابی شود و التهاب، به نوبهٔ خود، به سلول‌های جداری آسیب می‌رساند.

### بیماری کبدی
از آن‌جایی که کبد مستقیماً از سیاهرگ باب کبدی تغذیه می‌شود، هر آنچه که از بافت پوششی و سد مخاطی روده عبور کند، می‌تواند وارد کبد شود. دش‌ریزگانی در فلور روده با ایجاد سیروز و بیماری کبد چرب غیر الکلی مرتبط است.

### سرطان
برخی از سرده‌های باکتری، مانند باکتروئیدها و کلوستریدیوم، با افزایش سرعت رشد تومور مرتبط هستند. این در حالیست که سرده‌های دیگر، مانند لاکتوباسیلوس و بیفیدوباکتریا، باعث جلوگیری از تشکیل تومور می‌شوند.

## سایر جانوران
ترکیب میکروبیوم رودهٔ انسان، مشابه سایر گونه‌های نخستیان است. با این‌حال، از زمان جدا شدن تکاملی انسان، میکروب‌های گوارشی انسان از نظر تنوع، کاهش یافته و ترکیب آن‌ها نیز تغییر کرده‌است.
علاوه بر انسان و مهره‌داران، برخی از حشرات نیز دارای میکروبیوتای پیچیده و متنوعی هستند که نقش‌های تغذیه‌ای کلیدی دارند. جوامع میکروبی مرتبط با موریانه‌ها می‌توانند نقش مهمی در هضم لیگنوسلولز و تثبیت نیتروژن ایفا کنند. این جوامع، مختص جانور میزبان هستند و گونه‌های حشرات نزدیک و مشابه، شباهت‌های مشابهی در ترکیب میکروبیوتای گوارشی دارند.
بیش از ۵۱ سال است که مشخص شده که تجویز دوزهای کم از عوامل ضدباکتری باعث افزایش وزن و بهبود رشد حیوانات مزرعه می‌شود.